# Unspoken
Unspoken is een Belgische dramafilm uit 2008 geschreven en geregisseerd door Fien Troch. De productie werd onder andere genomineerd voor de grote prijs voor beste film op het Internationaal filmfestival van Vlaanderen-Gent.

## Verhaal
Het is vier jaar geleden dat Grace (Emmanuelle Devos) en Lucas Duquesnes (Bruno Todeschini) veertienjarige dochter Lisa van de een op de andere dag spoorloos verdween. De toedracht daarvan is volstrekt onduidelijk. Ze hebben sindsdien geen enkel spoor of aanwijzing gevonden die wijst naar hun dochter, de omstandigheden waaronder ze verdween en of ze nog leeft. Volkomen in het duister tastend, zijn Grace en Lucas nog dagelijks met haar bezig. Soms denken ze Lisa in huis te zien, voor de realiteit weer doordringt en het om een droom, inbeelding of gezichtsbedrog blijkt te gaan.
Hoewel Grace en Lucas voor de buitenwereld niet veranderd lijken, is hun wereld en relatie met elkaar sinds Lisa's verdwijning totaal veranderd. Hoewel ze allebei nog de hele dag bezig zijn met hun verdwenen dochter, praten ze daar met geen woord over met elkaar. Ze gaan sowieso allebei volledig op in hun eigen werelden en hebben nog amper oog of oor voor elkaar. Lucas stort zich op zijn werk voor de belasting, maar kan zich er steeds moeilijker op concentreren. Grace raakt geobsedeerd door een vlek op het plafond thuis. Lucas krijgt een telefoontje van dokter Collignon. Zijn vader heeft een hersentumor. Het is onduidelijk hoe snel die klachten gaat veroorzaken en een operatie is risicovol, dus Collignon wil graag dat Lucas daar eerst over met zijn ouders gaat praten. Hij zegt toe, maar maakt geen aanstalten om zijn ouders daadwerkelijk op te zoeken. Lisa is het enige waar hij mee bezig is.
Lucas en Grace krijgen meermaal daags telefoontjes van een beller die zwijgt zodra er opgenomen wordt. Lucas raakt er gaandeweg van overtuigd dat dit weleens Lisa kan zijn die niets terug kan zeggen en begint de beller verhalen te vertellen over hoezeer hij haar mist. Hij krijgt nooit antwoord. Grace loopt oude vrienden van Lisa tegen het lijf. Met haar vroegere vriend Benjamin deelt ze haar verdriet, een vriendin van langer geleden weet niets van Lisa's verdwijning en vraagt hoe het met haar gaat. Lucas komt bloot te staan aan verschillende vrouwen die hem proberen te verleiden, zelfs als die weten dat hij met Grace is. Wanneer hij een hond aanrijdt, brengt hij die naar een dierenarts. Die kan het dier alleen nog een spuitje geven om het in te laten slapen. Lucas wil het daarna niet in de dierenkliniek achterlaten en neemt het mee naar huis. Grace en Lucas kunnen allebei geen groepje jongeren passeren zonder te kijken of ze Lisa daarin kunnen ontdekken. Elke herkenning blijkt na een tijdje vals alarm.
Grace krijgt op een middag telefoon van Lucas' baas. Hij is die dag niet op zijn werk verschenen en blijft ook de daaropvolgende dagen spoorloos. Grace gaat aangifte doen van zijn vermissing, maar blijft vooral met haar plafond bezig. Wanneer ze 's avonds op straat aangerand wordt, reageert ze zo stoïcijns dat de aanrander er weinig voldoening uit haalt. Na wat aandringen stopt hij er maar onvoldaan mee en verdwijnt. Ze krijgt een telefoontje van de politie dat er spullen gevonden zijn die mogelijk van Lisa waren. Op het bureau kan ze geen uitsluitsel geven. Ze betwijfelt ook of ze dat wil kunnen, want moet ze blijven hopen of ervan uitgaan dat Lisa dood is en nooit meer terugkomt, zodat ze na al die jaren eindelijk verder kan met haar leven. Wanneer ze Lucas terug vindt, vertrekken ze samen naar een feest. Nu hij een paar dagen weg was, is ze opgelucht hem weer te zien. Op het feest vervagen alle gasten voor hen naar de achtergrond en zien ze elkaar voor het eerst in lange tijd weer echt.

## Rolverdeling
| Acteur              | Personage      |
| ------------------- | -------------- |
| Emmanuelle Devos    | Grace Duquesne |
| Bruno Todeschini    | Lucas Duquesne |
| Joffrey Verbruggen  | Benjamin       |
| Laura Van Geyt      | Corinne        |
| Nade Dieu           | Julie          |
| Jean Marc Delhausse | Bruno          |

## Officiële selecties
- Internationaal filmfestival van San Sebastian
- Internationaal Filmfestival van Vlaanderen-Gent
- Internationaal filmfestival van Toronto
- Internationaal filmfestival van Turijn: Beste actrice